# Neacoryphus circumlitus
Neacoryphus circumlitus är en insektsart som först beskrevs av Carl Stål 1862.  Neacoryphus circumlitus ingår i släktet Neacoryphus och familjen fröskinnbaggar. Inga underarter finns listade i Catalogue of Life.